# Giacomo Marchini
Giacomo Marchini (Casaletto Ceredano, 13 giugno 1822 – 15 agosto 1885) è stato un poeta e patriota italiano.

## Biografia
Di umili origini familiari, studiò e partecipò ai moti del 1848. Dopo la battaglia di Novara si rifugiò in Svizzera. Tornato in Italia dopo l'amnistia concessa dagli austriaci, esercitò la professione di insegnante a Crema e a Milano. Coltivò nel frattempo la passione per la scrittura, pur senza pubblicare nessuna opera, e venne in contatto con Emilio De Marchi, Aristide Gabelli e altri letterati dell'epoca.

## Opere
In vita non pubblicò nulla, ma l'anno dopo la morte il De Marchi curò e scrisse la presentazione per l'edizione di alcuni scritti del Marchini, raccolti sotto il titolo Un poeta. Lo stesso anno il Gabelli pubblicò e presentò alcuni suoi scritti in un volume intitolato Pensieri.
- Emilio De Marchi (a cura di), Un poeta, Milano, Agnelli, 1886.
- Aristide Gabelli (a cura di), Pensieri, Bernardoni, 1886.